# Neilie Hunterová Bidenová
Neilie Hunterová Bidenová, v nepřechýlené podobě Neilia Hunter Biden (28. července 1942 – 18. prosince 1972), byla americká učitelka a první manželka 46. amerického prezidenta Joea Bidena. Zahynula při autonehodě v roce 1972 se svou roční dcerou Naomi; její dva synové, Beau a Hunter, byli vážně zraněni, ale nehodu přežili.

## Raný život a vzdělávání
Neilie Hunterová se narodila 28. července 1942 ve Skaneateles ve státě New York rodičům Louise (roz. Basel; 1915–1993) a Robertu Hunterovi (1914–1991). Navštěvovala Penn Hall, střední internátní školu v Pensylvánii, kde byla zapojena do studentské rady. Působila také ve francouzském klubu a jako plavkyně a hokejistka. Po ukončení střední školy navštěvovala Syrakuskou univerzitu. Poté se stala učitelkou ve školním obvodě v Syrakusách. Byla příbuzná s bývalým zastupitelem města Auburn Robertem Hunterem.

## Manželství a rodinný život
Neilie Hunterová se setkala s Joe Bidenem v bahamském Nassau, kde oba byli na jarních prázdninách. Krátce nato se Biden přestěhoval do Syrakus, kde studoval právo. Pár se vzal 27. srpna 1966. Po svatbě se Bidenovi přestěhovali do Wilmingtonu v Delaware, kde byl Joe Biden v okresní radě v New Castle. Měli tři děti: Josepha Robinette „Beau“, Roberta Huntera a Naomi Christinu „Amy“.
Když Joe Biden vedl kampaň proti republikánskému senátorovi J. Calebovi Boggsovi z Delaware, Neilie byla jeho nejbližší rádkyní. The News Journal ji popsal jako „mozek“ této kampaně.

## Smrt
18. prosince 1972, krátce poté, co se její manžel stal zvoleným senátorem v USA, jela Neilie autem s dětmi Beauem (3 roky), Hunterem (2 roky) a Naomi (1 rok) západním směrem po vedlejší silnici Valley Road ve městě Hockessin v Delaware. Na křižovatce s hlavní silnicí DE 7 (Limestone Road) vjela před nákladní auto s přívěsem, které jelo severním směrem.
Policie zjistila, že Neilie vjela do cesty tahači s přívěsem pravděpodobně proto, že měla otočenou hlavu a neviděla blížící se nákladní vůz. Neile a její tři děti byly převezeny do všeobecné nemocnice ve Wilmingtonu. Neilie a Naomi byly při příjezdu prohlášeny za mrtvé, ale její dva synové přežili s několika vážnými zraněními. Joe Biden později složil přísahu do Senátu v nemocnici, kde byli léčeni jeho synové.

## Památka na Neilii
V projevu na Yaleově univerzitě v roce 2015 Biden hovořil o své manželce a řekl: „Neuvěřitelné pouto, které mám se svými dětmi, je dar, který si nejsem jistý, že bych měl, kdybych nebyl prošel tím, čím jsem prošel ... Když jsem se však soustředil na své syny, našel jsem své vykoupení.“ 
K uctění její památky byl pojmenován park (Neilia Hunter Biden Park) v předměstské oblasti okresu New Castle v Delaware. Nachází se západním směrem od města Wilmington.
Cayuga Community College v Auburnu ve státě New York, kde Neilin otec po mnoho let provozoval stravovací služby, každoročně uděluje cenu Neilia Hunter Biden Award dvěma absolventům, jednomu za žurnalistiku a jednomu za anglickou literaturu. Mezi prvními vítězi byl William „Bill“ Fulton, který byl v letech 2009–2011 starostou města Ventura v Kalifornii.